# NGC 2922
NGC 2922 is een onregelmatig sterrenstelsel in het sterrenbeeld Kleine Leeuw. Het hemelobject werd op 18 maart 1884 ontdekt door de Franse astronoom Édouard Jean-Marie Stephan.

## Synoniemen
- UGC 5118
- IRAS09337+3755
- MCG 6-21-57
- KARA 355
- ZWG 181.66
- KUG 0933+379
- PGC 27361